# Hermann Ritter (Schriftsteller, 1965)
Hermann Ritter (* 1. März 1965 in Seeheim-Jugenheim) ist ein deutscher Science-Fiction-Autor.

## Leben
Ritter ist der Urenkel des gleichnamigen deutschen Schriftstellers Ritter und der Sohn des Politikers Karl Hermann Ritter. Er beschäftigte sich schon früh mit Phantastik und angrenzenden Themen. Ritter studierte zunächst bis 1988 Sozialarbeit und anschließend bis 1996 auch Geschichte. Danach arbeitete er einige Jahre in der freien Wirtschaft, bevor er sich als Sozialarbeiter der Bildungsarbeit zuwandte.
Eine erste Novelle mit fantastischem Inhalt, das Märchen Drei Bänder aus Eisen, brachte Ritter 1986 im Selbstverlag heraus. Weitere Kurzgeschichten in verschiedenen Fanpublikationen folgten, teils Fantasy, teils Science Fiction. Von 2001 bis 2013 war er Mitherausgeber des Jahrbuchs Magira und ist bis heute aktiv an der Ausarbeitung der Fantasywelt Magira beteiligt. Seit 2006 schreibt er Sachbücher zu den Themen Spiritualität, Neuheidentum und Phantastik, aber auch zu Rechtsextremismus und den Versuchen Rechtsextremer, im SF-Fandom und im Heidentum Fuß zu fassen. Seit 2009 schreibt er für Perry Rhodan, zunächst für die Kurzserie Perry Rhodan Action, seit 2012 auch für Perry Rhodan Neo. Neben Romanen schrieb er auch eine Biographie über Klaus N. Frick, seit 1999 Chefredakteur der SF-Serie.

## Werke (Auswahl)
- Hermann Ritter, Michael Scheuch (Hrsg.): MAGIRA: Jahrbuch zur Fantasy, 2001–2011, Fantasy Club
- Michael Haitel, Hermann Ritter (Hrsg.): MAGIRA: Jahrbuch zur Fantasy, 2012–2013, Fantasy Club
- Naturspiritualität heute. Das Wissen der weisen Frauen und Männer, 2006, Sachbuch, Esoterik-Einführung (Lüchow)
- Früchte voll Bitterkeit (gemeinsam mit Erik Schreiber), 2006, Roman, Science Fiction, Roman in der Reihe BattleTech (FanPro)
- Raumpiraten, 2007, Kurzgeschichte, Science Fiction, In Dirk van den Boom (Hrsg.) Negatives Bevölkerungswachstum, Kurzgeschichten zur Serie Rettungskreuzer Ikarus
- Blau in Blau als Stellaris 5, 2008, Kurzgeschichte, Science Fiction, In Hubert Haensels Das Stardust-System, PERRY RHODAN 2438
- mehrere Heftromane in der SF-Serie Perry Rhodan Action: Feinde des Lebens (Nr. 22), Das Erbe des Divestors (Nr. 31)
- mehrere Heftromane und Kurzgeschichten in der SF-Serie Perry Rhodan Neo: Schatten über Ferrol (Nr. 13), Die schwimmende Stadt (Nr. 20), Finale für Snowman (Nr. 31), Suchkommando Rhodan (Nr. 56), dazu zwei Kurzgeschichten: Gemeinsame Geschichten in Perry Rhodan Neo Platin-Edition 4 (2015) und Allein und verlassen in Perry Rhodan Neo Platin-Edition 9 (2016)
- Brennende Bibliotheken, Du bist Rhodan!, Galaxien und Unsterblichkeit, PR 2500, Sklaven aus der Retorte in Michael Haitel & Robert Hector (Hrsg.) 2500, ISBN 978-3-8391-1442-1.
- Im Schatten des Pulverturms, 2011, Kurzgeschichte, Steampunk, In Erik Schreiber (Hrsg.) Geheimnisvolle Geschichten 2: Steampunk, ISBN 978-3-9813823-3-4.
- Arbeitsbuch moderne Naturspiritualität, 2013, ISBN 978-3-939272-75-5.
- Klaus N. Frick in Frank G. Gerigk (Hrsg.) Der die Unsterblichen redigiert, 2013, ISBN 978-3-942533-78-2
- Die geheime Weltregierung tagt in Tibet. In: Hermann Ritter et al. (Hrsg.): Heute die Welt – morgen das ganze Universum. 2016, ISBN 978-3-95765-049-8
- Drei Dekaden – SciFi & Heidentum, 2017, ISBN 978-3-946-425342
- Der Geist des langen Erkennens, Kurzgeschichte in Alex Jahnke (Hrsg.) Reiten wir!, ISBN 978-3-946425-32-8
- Das Orakel von Takess, 2019, PERRY RHODAN Mission Sol, Band 6
- Gefahrenzulage, 2019, Stellaris-Kurzgeschichte in PERRY RHODAN 3038
- Im Sphärenlabyrinth, 2020, PERRY RHODAN MISSON Sol 2, Band 4
- Mehrere Beiträge in Petra Bolte (Hrsg.) Eldariten, 2021, ISBN 978-3-96815-032-1
- Speculative Stories in Hoppadietz/Reichenbach (Hrsg.) Staging the Pagan Past, 2025, ISBN 978-3-95498-835-8
- Das Reich der Ruhe, 2025, PERRY RHODAN Kartanin, Band 3